# 假牛肝菌属
假牛肝菌属（学名：Pseudoboletus）是牛肝菌科下的一个属。

## 下属物种
本属包括以下物种：
- 星假牛肝菌 Pseudoboletus astraeicola (Imazeki) Šutara
- 寄生假牛肝菌 Pseudoboletus parasiticus (Bull.) Šutara